# 唐老鴨漫遊數學奇境
《唐老鴨漫遊數學奇境》（英語：Donald in Mathmagic Land）是由迪士尼出品，一部以唐老鴨為主角，數學為主題的科教卡通動畫影片。长27分钟，于1959年6月26日上映；由汉密尔顿·鲁斯科导演。保罗·弗里斯担任配音演员。1960年第32屆奧斯卡金像獎，該片被提名奥斯卡最佳纪录短片奖，並成為1960年代美國學校中廣受好評的教育影片。

## 劇情
唐老鴨（克拉倫斯·納什配音）在打獵的途中，意外闖進一座神奇的『數學奇境』，那裏有著數字形狀的樹和花、會玩井字遊戲及計算圓周率的鳥。在『冒險精靈』（保罗·弗里斯配音）的帶領下，唐老鴨遇見了古希臘著名的數學家畢達哥拉斯與他的友人們，並且使用西洋棋與撞球等遊戲來帶領唐老鴨與觀眾認識數學的奧秘。

## 配音員
| 配音人員      | 角色                       |
| 克拉倫斯·納什 | 唐老鴨                     |
| 保罗·弗里斯   | 冒險精靈/旁白、Pi Creature |
| 瓊·福雷       | 西洋棋皇后                 |
| 道斯·巴特勒   | 西洋棋國王                 |

## 外部連結
- 互联网电影数据库（IMDb）上《Donald in Mathmagic Land》的资料（英文）
- 大卡通資料庫上《唐老鴨漫遊數學奇境》的資料（英文）

- AllMovie上《Donald in Mathmagic Land》的资料（英文）
- Donald in Mathmagic Land（页面存档备份，存于） 於华特迪士尼公司網頁的相關簡介 （英文）